# Wahhabisme
El wahhabisme —de l'àrab الوهابية, al-wahhābiyya— és un moviment fonamentalista musulmà sorgit com una branca del sunnisme i en especial de l'escola hanbalita. Creat pel reformador religiós Muhàmmad ibn Abd-al-Wahhab al segle xviii, va desenvolupar-se ràpidament gràcies a la seva aliança amb la dinastia Al Saüd de la península Aràbiga. Avui dia ha esdevingut el sistema sociopolític oficial en vigor a l'Aràbia Saudita.
Es tracta d'un sistema religiós extremadament rigorista, a causa de la creença del seu fundador que tot el que va aparèixer en l'islam després de les tres primeres generacions a partir del profeta era innovador i corrompia la fe. Per això, el wahhabisme preconitza utilitzar tan sols l'Alcorà i els hadits com a font de la religió, i prescindir de qualsevol altra noció aportada per la tradició, fins i tot d'aquella del consens comunitari (ijmà), que és un dels principis fonamentals del sunnisme. També es caracteritza per la seva voluntat d'expansió i avui dia ha estès considerablement la seva influència amb la creació de centres d'estudis i de mesquites arreu del món, finançades amb l'ajut dels recursos econòmics de la dinastia saudita.
El terme wahhabita va ser utilitzat al principi pels seus detractors; per això, els seus seguidors prefereixen anomenar-se unitaristes (muwahiddun), ja que llur credo principal és el de la unitat omnipresent de Déu (tawhid). Igualment, el mot es fa servir de vegades com a sinònim de salafista, tot i que seria més correcte dir que el wahhabisme és «una orientació particular del salafisme», considerada sovint com a ultraconservadora.

## Doctrina
Com per a tots els musulmans sunnites, la base de la doctrina wahhabita és l'afirmació que només existeix un Déu i que tot es troba sota el seu domini. Però, per als seguidors d'aquest corrent, l'acceptació d'aquest punt implica que hom només pot venerar Déu i estrictament res més; consideren que aquesta és l'essència de l'ensenyament de Muhàmmad i que qualsevol altra consideració allunya el creient d'aquesta essència.
Partint d'aquests dos preceptes, aquest corrent condemna tot allò que pot interferir entre el musulmà i aquesta pura obediència a Déu. Així, s'oposa a qualsevol altra mostra de veneració, sia envers els sants, els llocs sants o qualsevol mena d'objecte. També s'oposa a tota recerca d'ajuda que no sigui la de Déu, cosa que implica el menyspreu dels erudits i de les seves opinions, ja que això pot dur a considerar-los amb massa respecte, allunyant-se del respecte degut només a Déu, i també pot fer abandonar el mateix enteniment pel d'algú altre, quan totes les respostes s'han de poder trobar directament en l'Alcorà i en els hadits.
Aquestes creences han dut els wahhabites a considerar diversos altres grups musulmans com a idòlatres, especialment els sufís i els xiïtes. I aquesta actitud s'ha manifestat al llarg de llur història per destruccions de tombes de sants i altres símbols i monuments venerats, i fins i tot per guerres i atacs personals, i les seves mesquites no tenen minarets, que consideren innecessaris. També preconitzen que els musulmans no han de seguir de cap manera les idees i les pràctiques dels no musulmans.